# François Villa
 (novembre 2015).
Si vous disposez d'ouvrages ou d'articles de référence ou si vous connaissez des sites web de qualité traitant du thème abordé ici, merci de compléter l'article en donnant les références utiles à sa vérifiabilité et en les liant à la section « Notes et références ».
Pour les articles homonymes, voir villa (homonymie).
François Villa, né le 15 octobre 1945 à Oloron-Sainte-Marie (France), est un joueur de football français.

## Biographie
Formé aux Girondins de Bordeaux comme attaquant, Villa se révèle à Limoges, en D2, où il inscrit 24 buts en une saison. 
Il signe alors au FC Rouen, avec lequel il dispute la Coupe des villes de foires 1969-1970. 
Après une seule saison, il part à l'AS Monaco où il reste quatre ans entre D1 et D2, et termine sa carrière à 28 ans après une dernière saison au FC Sète. 
Il compte 10 buts en 72 matchs de D1.
En 1989-1990, il est l'entraîneur de l'équipe évoluant en National Cadets au sein du SA Mérignac, où figure notamment le jeune (et futur professionnel) Frédéric Da Rocha (qui partira l'année suivante en formation au FC Nantes).